# Хандалу-Ілбей
Хандалу-Ілбей (рум. Handalu Ilbei) — село у повіті Марамуреш в Румунії. Входить до складу комуни Чикирлеу.
Село розташоване на відстані 422 км на північний захід від Бухареста, 18 км на північний захід від Бая-Маре, 108 км на північ від Клуж-Напоки.

## Населення
За даними перепису населення 2002 року у селі проживали 487 осіб, з них 485 осіб (99,6%) румунів. Рідною мовою 485 осіб (99,6%) назвали румунську.